# Paul Lewis Anderson
Paul Lewis Anderson (8. října 1880, Trenton, New Jersey, USA – 16. září 1956, Short Hills) byl americký fotograf a autor, který napsal pět historických románů pro mládež se zaměřením na starověký Řím a dva romány pro mládež o životě v chlapecké přípravce v Nové Anglii. Napsal také několik děl o umělecké fotografii a četné outdoorové povídky pro časopisy jako Boys' Life a The Outdoorsman.

## Životopis
Anderson se narodil v Trentonu v New Jersey. Navštěvoval Lehigh University, kde byl členem gymnastického týmu se specializací na létající kruhy. Promoval v roce 1901 a pracoval v elektrotechnice, než se v roce 1907 začal věnovat fotografii. Byl ovlivněn fotografiemi v časopise Camera Work. V roce 1910 začal pracovat jako profesionální fotograf. Anderson, samouk a oceňovaný fotograf, pracoval v rámci mainstreamové piktorialistické estetiky své doby. Zároveň však na základě svých inženýrských zkušeností uplatňoval ve svém tvůrčím procesu metodický a experimentální přístup, aby prosadil své umělecké ideály. Anderson se velmi přátelil s Karlem Strussem, který vynalezl Struss Pictorial Lens (Strussův piktorialistický objektiv), ve své době velmi oblíbený měkce kreslící objektiv.
V roce 1910 se Anderson oženil s Mary Lyon Greenovou, se kterou měl dvě dcery, narozené v letech 1912 a 1916.
Před první světovou válkou provozoval portrétní studia v New Yorku a East Orange v New Jersey. V letech 1916 a 1917 učil na fotografické škole Clarence H. White School of Photography, založené Clarence Hudson Whitem, v letech 1914–1918, a publikoval několik knih a článků o fotografii. V roce 1925 odložil své psaní o fotografii a místo toho začal psát beletrii, počínaje povídkami a dvěma romány o studentském životě na chlapecké přípravce ve fiktivním novoanglickém městě Lockport; později následoval s pěti romány ze série Roman Life and Times, které od svého prvního vydání nikdy nevyšly. K psaní o fotografii se vrátil asi o osm let později a zároveň pokračoval ve své kariéře psaní beletrie, která skončila v roce 1939 vydáním díla Pugnax the Gladiator.
Podle rodinné tradice, jak je vyprávěla jeho starší dcera, byl Anderson dobrým přítelem s Edwardem Westonem. Ti dva se vehementně neshodli na fotografickém stylu s ohledem na uměleckou hodnotu ostrého ohniska (Westonova preference) versus měkkého zaostření (Andersonův styl). Anderson ukončil nesouhlas vytvořením super ostrého obrázku mrtvé makrely na talíři.
Některé z jeho fotografií jsou vystaveny v Clevelandském muzeu umění.

## Výběrová bibliografie

### Knihy o fotografii
- ANDERSON, Paul Lewis. Pictorial Landscape-Photography. [s.l.]: [s.n.], 1914. Dostupné online.
- ANDERSON, Paul Lewis. Pictorial Photography: Its Principles and Practice. [s.l.]: Phila. &c, 1917.
- ANDERSON, Paul Lewis. The Fine Art of Photography. [s.l.]: Lippincott, 1919. Dostupné online.

### Romány
- ANDERSON, Paul Lewis. The Cub Arrives. [s.l.]: [s.n.], 1927.

Rozmazlený a divoký mladík přijede jako nový student do skvělé novoanglické chlapecké přípravky, dostane se do problémů a na letní převýchovu dostane na starost jednoho ze starších studentů. (Není vytištěno. )
- ANDERSON, Paul Lewis. Half Pint Shannon. [s.l.]: [s.n.], 1928.

Pracovitý, ale finančně znevýhodněný mladý muž dosáhne svého cíle, kterým je přijetí do skvělé chlapecké přípravky v Nové Anglii, tvrdě pracuje, ale sužují ho neštěstí a potíže. (Není vytištěno. )
- ANDERSON, Paul Lewis. With the Eagles. [s.l.]: [s.n.], 1929. ISBN 978-0-8196-0100-1.

Dobytí Galie a postavy Caesara a jeho generálů i aspekty římské armády jsou prezentovány osobním způsobem očima mladého legionářského vojáka.
- ANDERSON, Paul Lewis. Slave of Catiline. [s.l.]: [s.n.], 1930. ISBN 978-0-8196-0101-8.

Mladý otrok je konfrontován se spiknutím svého pána Catilina.
- ANDERSON, Paul Lewis. For Freedom and for Gaul. [s.l.]: [s.n.], 1931. ISBN 978-0-8196-0102-5.

Strhující román Vercingertorixe, obránce Galů proti Caesarově invazi. Z pohledu mladé Galie s římskými asociacemi.
- ANDERSON, Paul Lewis. Swords in the North. [s.l.]: [s.n.], 1938. ISBN 978-0-8196-0103-2.

Gaius, mladý římský aristokrat v Caesarově desáté legii, se účastní invaze do Británie, je zajat a určen k obětování druidy; zachránit ho může jen britská princezna.
- ANDERSON, Paul Lewis. Pugnax the Gladiator. [s.l.]: [s.n.], 1939. ISBN 978-0-8196-0104-9.

Dumnorix Aeduan, prodaný do otroctví a dostal římské jméno Pugnax („Fond of Fighting“), se v Římě stává gladiátorem a setkává se s netušenými dobrodružstvími.

## Galerie

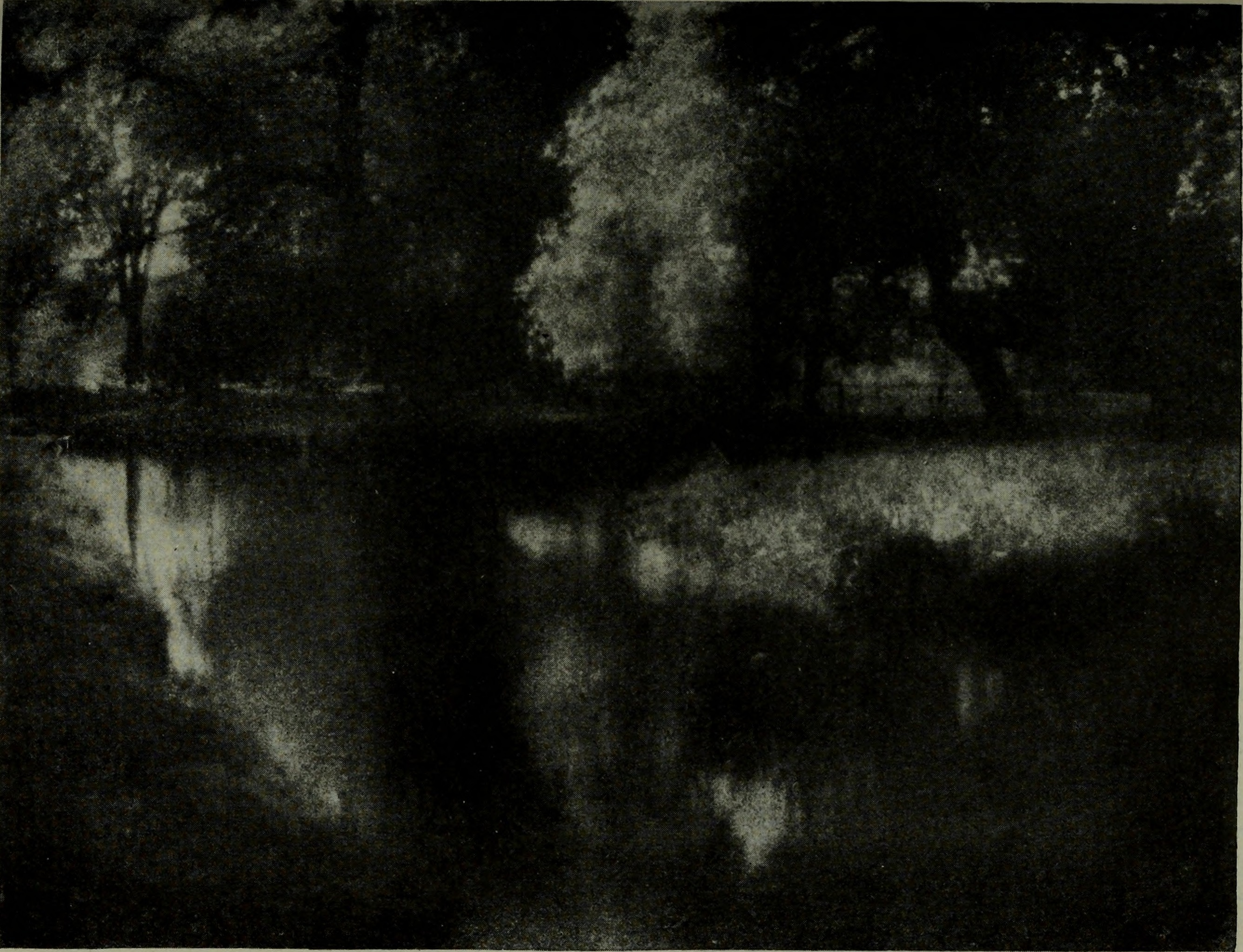
The American annual of photography, 1919
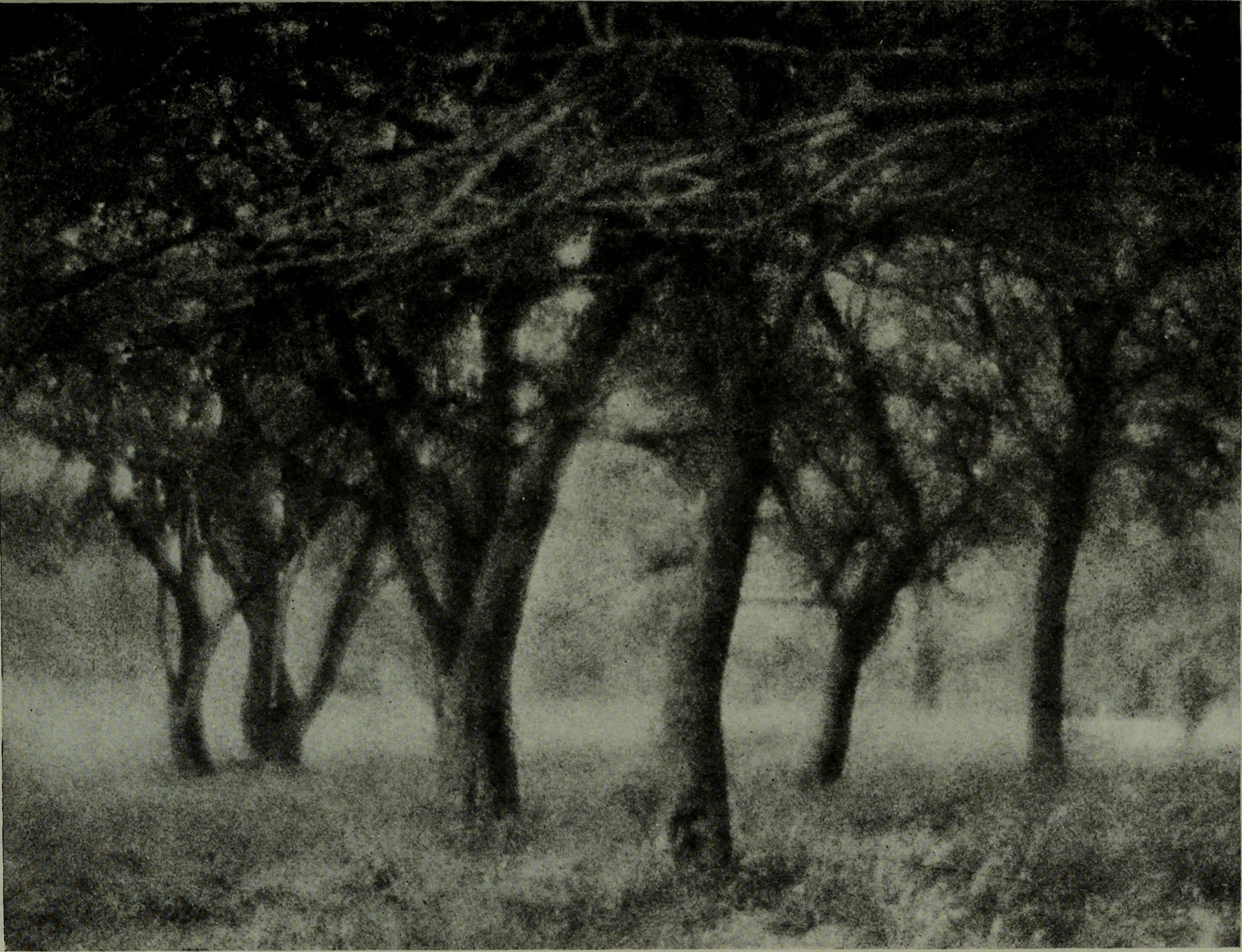
The American annual of photography, 1919
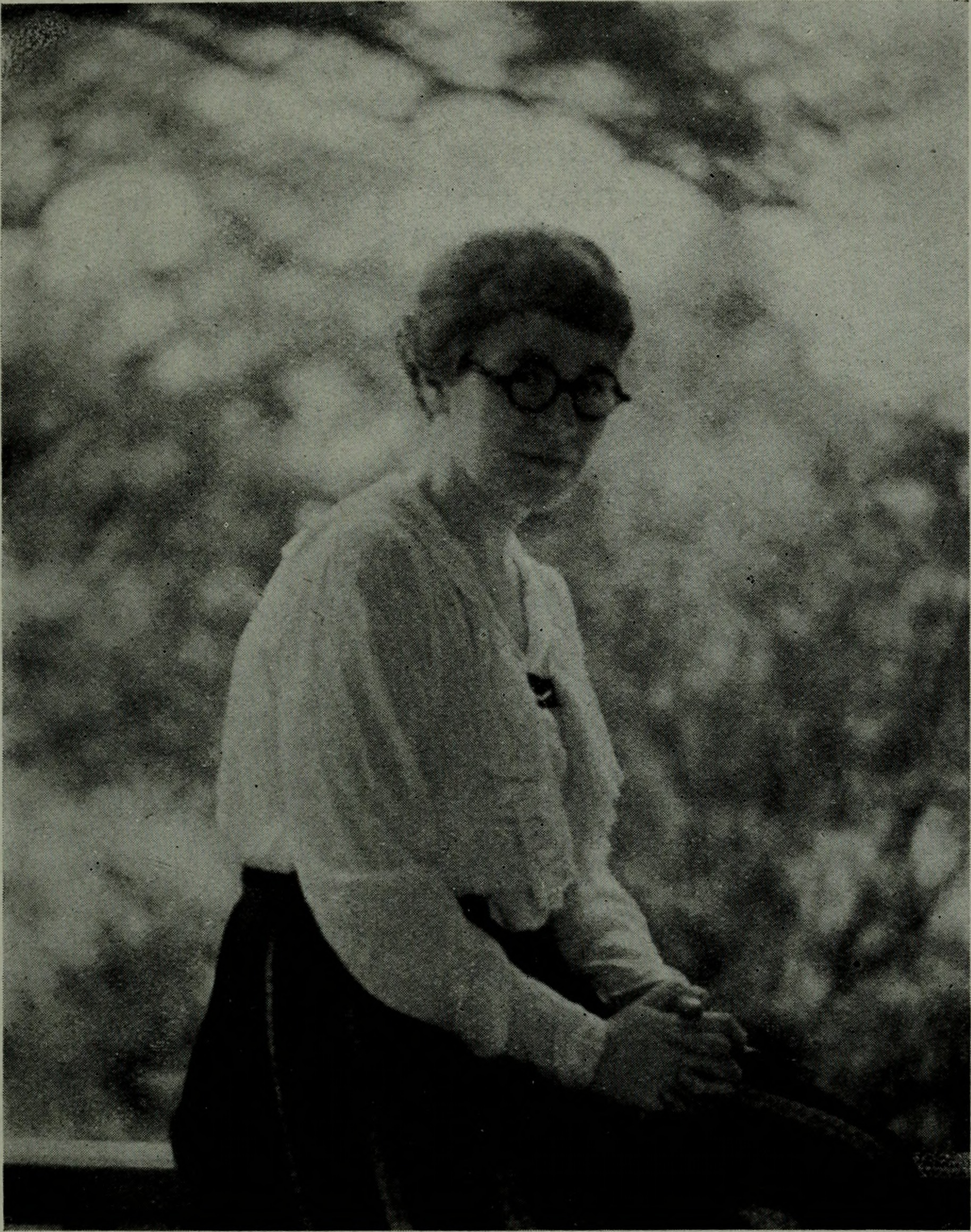
The American annual of photography, 1922
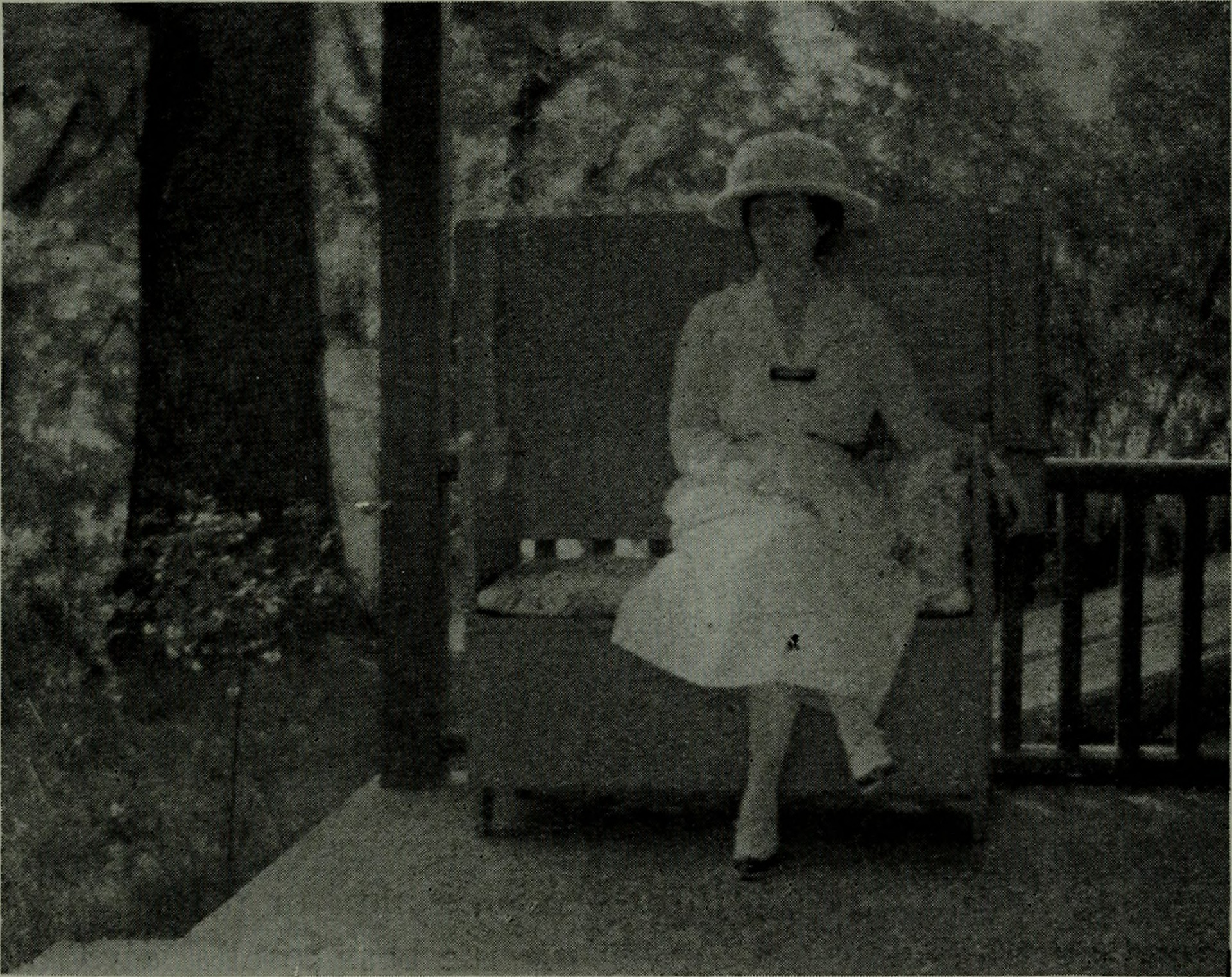
The American annual of photography, 1922
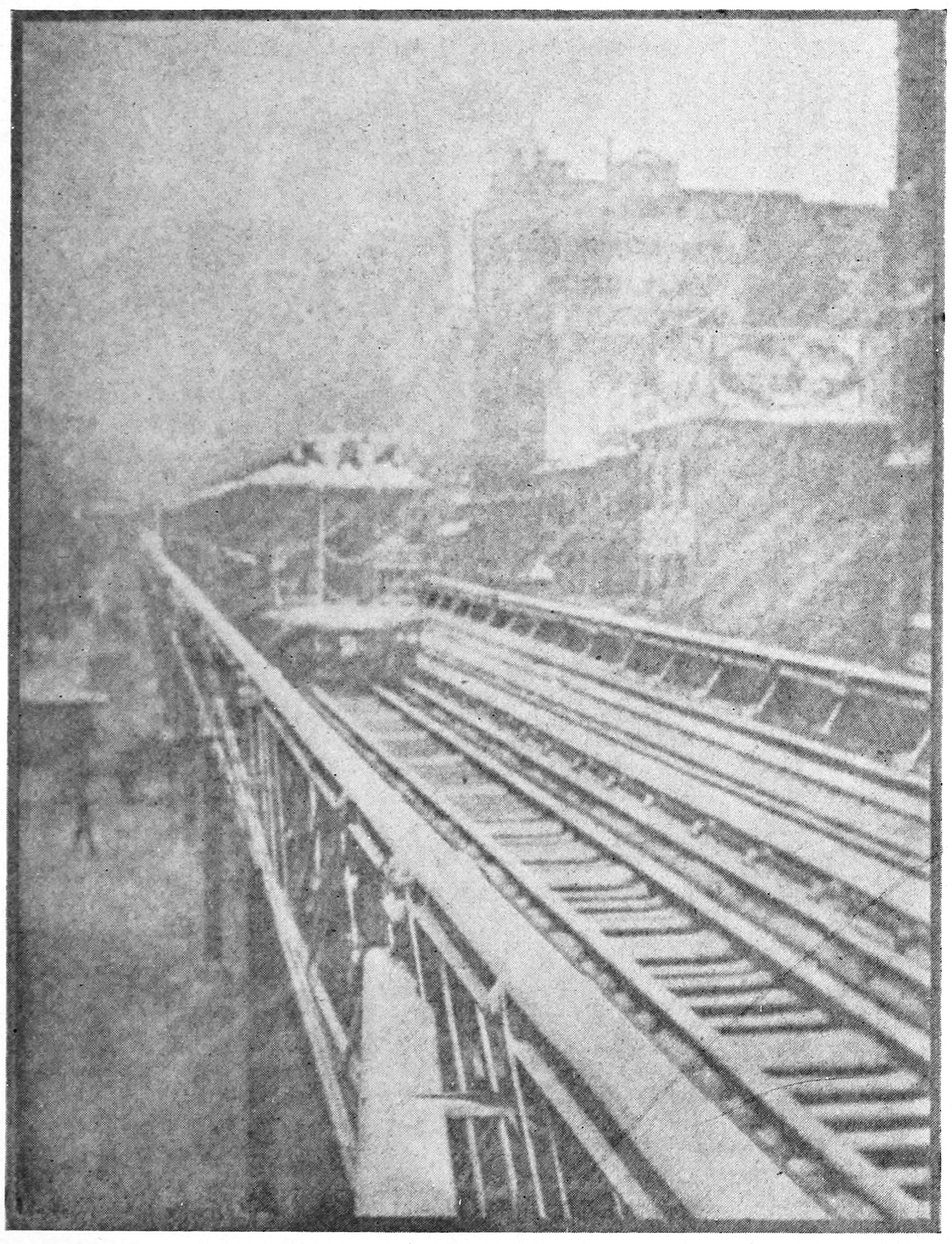
The L Road, Winter